# Адам Сміт
Ада́м Сміт (англ. Adam Smith; 5 червня 1723 Керкколді, Шотландія — 17 липня 1790 Единбург, Шотландія) — шотландський економіст і філософ-етик; засновник класичного напрямку сучасної економічної теорії. Головна праця — «Дослідження про природу і причини багатства народів» (англ. An Inquiry into the Nature and Causes of the Wealth of Nations), видана 1776 року.

## Біографія

### Раннє життя
Адам Сміт народився в червні 1723 року (точна дата народження невідома) і хрещений 5 червня 1723 року у містечку Керколді в шотландському окрузі Файф у родині митного чиновника. Його батько, якого також звали Адам Сміт, помер за 2 місяці до народження сина, мати — Маргарет Дуглас. Є припущення про те, що Адам був єдиною дитиною в сім'ї, оскільки ніде не знайдено записів про його братів і сестер. Вважалось, що школа в Керколді була однією з найкращих тогочасних шкіл Шотландії, і Адама з дитинства оточували книги.

### Навчання в університетах
У віці 14 років вступив до Університету Глазго, де два роки вивчав етичні основи філософії під керівництвом Френсіса Хатчісона. На першому курсі він вивчав логіку (що було обов'язковою вимогою), далі перейшов до класу моральної філософії; вивчав давні мови (особливо давньогрецьку), математику, астрономію, мав репутацію дивної, але розумної людини. У 1740 році Адам виграє стипендію на продовження навчання в Бейлліол-коледжі одного із найстаріших коледжів Оксфордського університету. Сміт критично відгукувався про якість навчання в Оксфорді, вважаючи її значно гіршою, ніж в Глазго. В «Багатстві народів» Адам Сміт писав, що «В Оксфордському університеті більшість професорів вже протягом багатьох років відмовились від всього, навіть від видимості викладання». В Оксфорді Адам отримав доступ до величезної бібліотеки, тому присвячував свій час читанню книжок. Ближче до кінця навчання, через нервові зриви, Адам серйозно захворів. Він кидає навчання у Оксфорді в 1746 році, не чекаючи закінчення своєї стипендії.
Влітку 1746 після повстання прихильників Стюартів він поїхав в Керколді, де два роки займався самоосвітою.

### Викладацька кар'єра
Будучи протеже лорда Кеймса (Генрі Х'юмен), з яким познайомився під час однієї з поїздок в Единбург, в 1748 році Адам Сміт починає читати лекції в Единбурзькому університеті. Адам читав лекції по риториці, мистецтву написання листів і пізніше по предмету «досягнення багатства», де він вперше детально виклав економічну філософію «очевидної і простої системи природної свободи», що знайшло відображення в його найвідомішій роботі «Дослідження про природу і причини багатства народів». Саме підготовка лекцій для студентів цього університету і наштовхнула Адама Сміта до формулювання його уявлень про проблеми економіки та його ідеї вільного ринку.
Основою наукової теорії Адама Сміта було прагнення поглянути на людину з трьох сторін:
- з позицій етики та моральності,
- з громадських і державних позицій,
- з економічних позицій.

Близько 1750 року Адам Сміт знайомиться з Девідом Юмом, котрий був старший за нього майже на десять років. Подібність їх поглядів, відображених у їхніх працях з історії, політики, філософії, економіки і релігії, вказує, що разом вони формували інтелектуальний альянс, який грав важливу роль в період виникнення так званого Шотландського просвітництва.

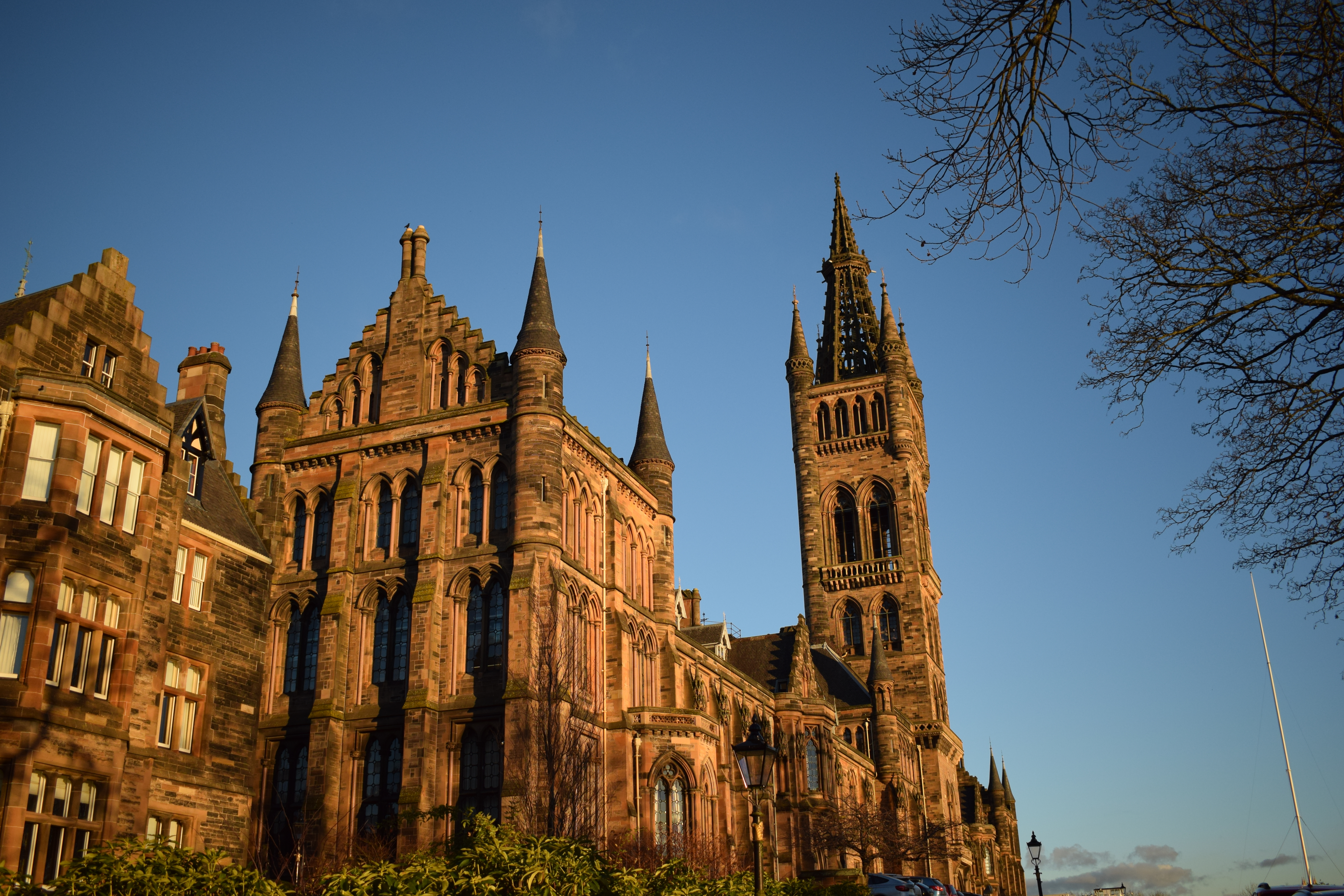
Головна будівля Університету Глазго.

У 1751 році Сміта призначено професором логіки в університеті Глазго. Читав лекції з етики, риторики, юриспруденції і політичної економії. У 1759 році опублікував працю «Теорія моральних почуттів», в якій здійснив соціально-психологічний аналіз етичної поведінки людини, яка дозволяє їй жити з іншими в суспільстві. Після публікації «Теорії моральних почуттів», Сміт почав приділяти більше уваги в своїх лекціях юриспруденції та економіці, і в меншій мірі теорії моралі. Наприклад, Сміт читав лекції про те, що причиною збільшення національного багатства є праця, а не кількість золота та срібла, що було основою меркантилізму, панівної на той час в Західній Європі економічної теорії.
Джерелом інформації про розвиток ідей Сміта є записи лекцій Сміта, зроблені приблизно в 1762-63 роках одним з його студентів і знайдені економістом Едваном Кенаном. Згідно з лекціями, курс моральної філософії у виконанні Сміта до того моменту був швидше курсом соціології та політичної економії; висловлювалися матеріалістичні ідеї, а також початок ідей, які отримали розвиток в «Багатстві народів». До інших джерел належать знайдені в 1930-х роках начерки перших розділів «Багатства»; вони датуються 1763 роком. У цих начерках містяться ідеї про роль поділу праці, поняття продуктивної праці, і так далі; критикується меркантилізм у дається обґрунтування Laissez-faire.
У Глазго Сміт прожив 13 років, регулярно переїжджаючи на 2-3 місяці в Единбург; тут він користувався повагою, завів собі коло друзів, вів спосіб життя клубного холостяка. Збереглися відомості, що Адам Сміт двічі, в Единбурзі та в Глазго, ледь не одружився, але з якихось причин цього не сталося. Ні в спогадах сучасників, ні в його листуванні не збереглися докази того, що це сталося насправді. Сміт жив з матір'ю (яку пережив на 6 років) і неодруженою кузиною (померла за два роки перед ним). Один із сучасників, який відвідав будинок Сміта, зробив запис, згідно з яким в будинку подавалася національна шотландська їжа, дотримувалися шотландські звичаї. Сміт цінував народні пісні, танці та вірші, одне з його останніх книжкових замовлень — кілька примірників першого тому віршів Роберта Бернса (який сам високо цінував Сміта, і неодноразово посилався на його роботи в своєму листуванні). Попри те, що шотландська мораль не заохочувала театр, сам Сміт любив його, особливо французький театр.
У 1762 році в Університеті Глазго Адам Сміт отримав звання доктора юридичних наук (Doctor of law). Наприкінці 1763 року він отримав пропозицію від Чарльза Тауншенда, за рекомендацією Девіда Юма, стати вихователем для свого пасинка, Генрі Скотта, молодого герцога Баклю. Сміт погоджується на пропозицію і подає у відставку з посади професора.

### Виховательство та подорожі
У 1763-66 роках Сміт прожив у Франції, будучи вихователем герцога Баклю. Дане наставництво сильно поліпшило його положення: він повинен був отримувати не тільки платню, але й пенсію, що надалі дозволило йому не повертатися в університет Глазго, і працювати над книгою. У Парижі він був присутній в «антресольному клубі» герцога Кене, тобто особисто познайомився з ідеями фізіократів; втім, за свідченнями, на цих зборах він більше слухав, ніж говорив. Однак, вчений і письменник Аббат Морель у своїх мемуарах говорив, що талант Сміта вразив месьє Тюрго; він неодноразово розмовляв зі Смітом про теорію торгівлі, банки, державний кредит та інші питання «великого твору, який він замислив». З листування відомо, що Сміт спілкувався також з Д'Аламбером і бароном Гольбахом, крім того, він був введений в салон мадам Жоффрен, мадемуазель Леспінасс, бував у Гельвеція.
До поїздки в Париж (з грудня 1765 по жовтень 1766 року) Сміт і Баклю півтора року жили в Тулузі, і кілька місяців — у Женеві. Тут Сміт відвідав Вольтера в його женевському маєтку.
Після повернення з Франції Сміт півроку прожив у Лондоні як неофіційний експерт при міністрі фінансів, а з весни 1767 року він шість років безвилазно прожив в Керколді, працюючи над книгою. Він скаржився, що напружена одноманітна робота підриває його здоров'я, і в 1773 році, їдучи в Лондон, навіть вважав за потрібне оформити права на книгу як спадщину для Юма в разі його смерті. Сам він вважав, що їде в Лондон з готовим рукописом, однак насправді в Лондоні йому знадобилося три роки на доопрацювання, додаткову вичитку і вивчення статистичних звітів. При цьому книгу він не писав сам, а диктував писареві, після чого правив і обробляв рукопис і давав переписувати її остаточно. Частиною доопрацювання було включення в книгу деяку інформацію замість посилань на публікації інших авторів.
Надзвичайну популярність Сміт здобув у 1776 після публікації праці «Дослідження про природу і причини багатства народів», в якій у деталях описує наслідки економічної свободи. У книзі обговорено такі концепції як laissez-faire , роль егоїзму, поділ праці, функції ринку і міжнародне значення добровільного обміну. «Багатство народів» відкрило економіку як науку, сформулювавши доктрину вільного підприємництва. Сміт виклав інтелектуальну систему, що пояснила роботу вільного ринку і дотепер є основою економічного укладу. Найвідоміший афоризм Сміта — невидима рука ринку — фраза, яку він використовував для пояснення того як егоїзм стає ефективним важелем в розподілі ресурсів.

## Останні роки

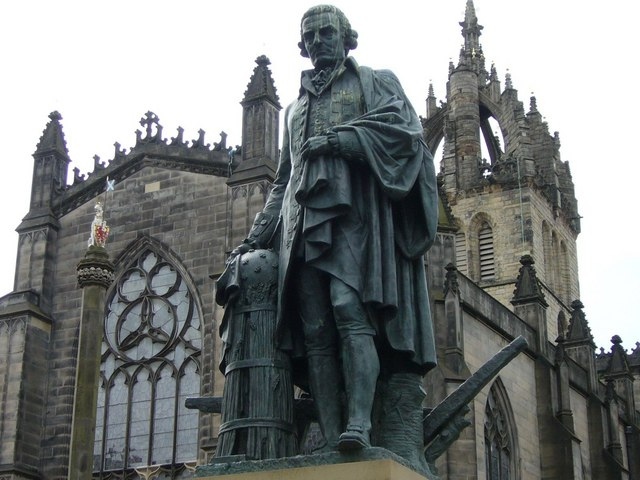
Бронзовий пам'ятинк Адаму Сміту в Единбурзі, зведений 2008 р.

У 1778 році Сміта призначено главою митного управління Единбурга, Шотландія, де він і помер після тривалої хвороби 17 липня 1790 року.
Він отримував оклад в 600 фунтів стерлінгів, вів скромний спосіб життя в орендованій квартирі, витрачав гроші на благодійність, єдиною його істинною цінністю була бібліотека. До роботи він ставився серйозно, що заважало науковій діяльності. Проте, він планував написати третю книгу, загальну історію культури і науки. Після його смерті були знайдені і опубліковані замітки про історію астрономії та філософії, а також про витончені мистецтва. За життя Сміта «Теорія моральних почуттів» була видана 6 разів, а «Багатство народів» — 5 разів. Третє видання «Багатства» було значно доповнено, була включена глава «Висновок про меркантилістичну систему». В Единбурзі у Сміта був свій клуб, по неділях він влаштовував вечері для друзів. Адам Сміт помер після тривалої хвороби 17 липня 1790 в Единбурзі.

## «Теорія моральних почуттів»

Адам Сміт «Теорія моральних почуттів»

У даній праці, опублікованій в 1759 році, Сміт розбирає людську природу та її відношення до суспільства. Він вважає, що не суспільство, а сама людина накладає на себе обмеження. Пояснює, чому людина може відчувати симпатію до іншої. Висловлює тезис, що моральні правила потрібні для практикування цієї сутності людини в житті. Сміт виходить із позиції «нейтрального спостерігача» (англ. the impartial spectator), припускаючи, що люди спостерігають один за одним. У відносинах передається досвід, що мораль походить із схожості обидвобоких почуттів бажання, страждань та відчуття обов'язку. Поведінка людини оцінюється позитивно при таких відносинах, тому що вона базується на правильних та чесних мотивах, а не тому, що вона для людини є корисною (на відміну егоїстичного підходу в «Добробуті народів»). Люди уявляють, що вони спостерігають одне за одним, що й примушує їх поводитися як цього очікує інша сторона. При цьому вони повинні пересилити свій егоїзм. Сміт вважає, що люди приймають ту роль, якій вони найбільше симпатизують. Таким чином, рольова гра викликає у людей мотив поводити себе між собою саме так, як вони цього бажають. Проте, для цього потрібна відповідна воля обох акторів.
Проблема Адама Сміта полягає в тому, що симпатія як мотив етичної поведінки людини не відповідає праобразу «гомо оекономікуса» із пізнішої праці Сміта. Такий дисонанс пов'язують із початковим використанням Смітом поняття симпатія в нейтральному сенсі «позитивних та негативних афектів», проте, пізніше він використовує це поняття в загальновживаному сенсі слова. Деякі автори пояснюють це тим, що Сміт чудово розумів, що економічний аналіз здатний виявити тільки окремий аспект людської діяльності, який необхідно доповнити соціо-психологічним.
Інші вважають, що «Теорія моральних почуттів» пояснює, чому люди зі «здоровим» інстинктом самозбереження (егоїзмом) здатні виявити любов до ближнього та альтруїзм. Таким чином, Сміт відвертається від індивідуалістичного погляду на людину в стилі Гоббса. Підтвердженням останнього пояснення можна вважати той факт, що Сміт переглянув коротко перед смертю цю працю, але при цьому не вніс в неї особливих змін.

## «Дослідження природи та причин багатства народів»

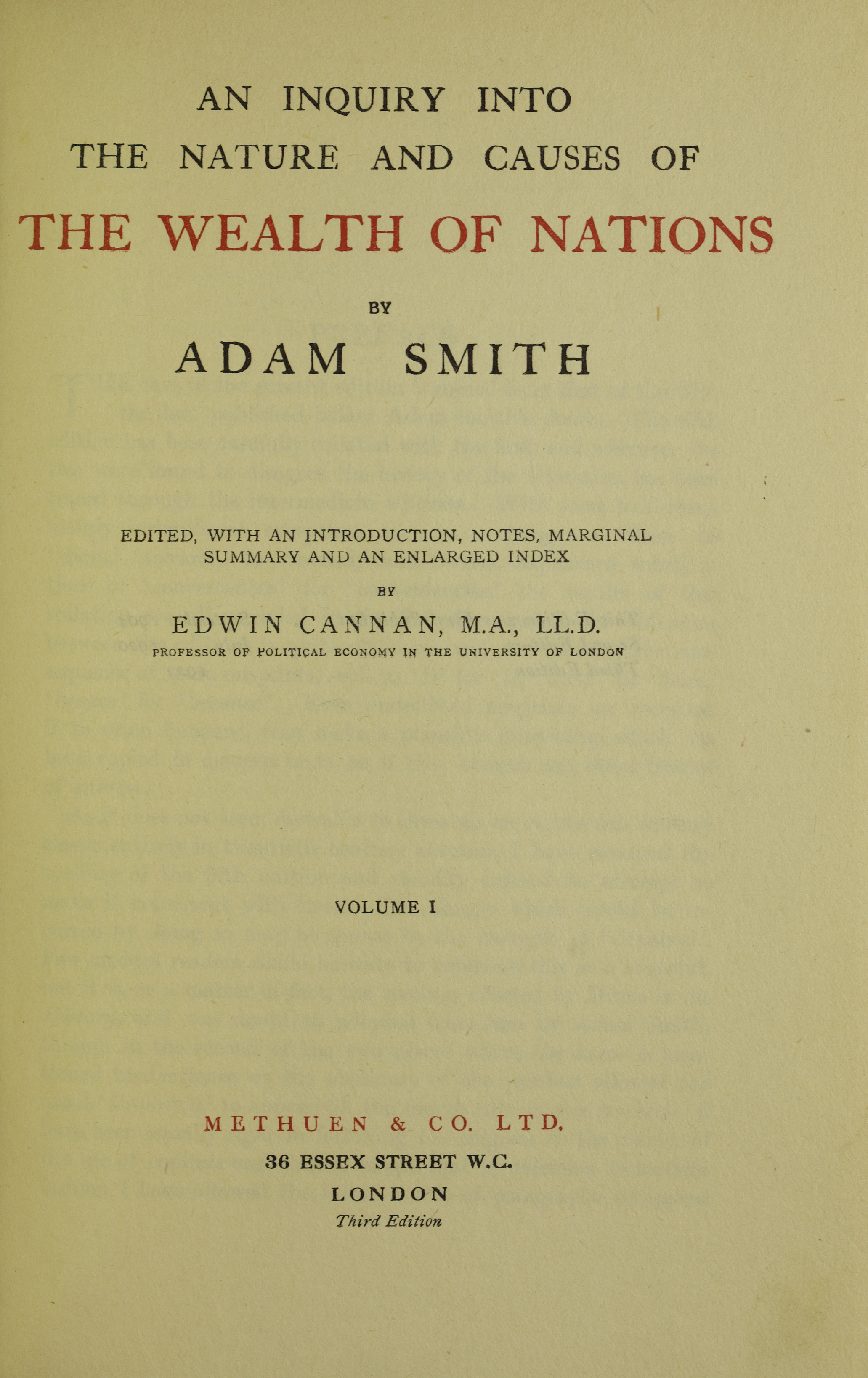
Обкладинка видання головної праці Адама Сміта «Дослідження про природу та причини багатства народів», 1922 р.

У своїй найвідомішій праці 1776 року Сміт з високою деталізацією систематизує сучасні йому ідеї. «Поділ праці повинен сприяти та розвивати продуктивність робочої сили найкраще», так розпочинає Сміт свою працю об'ємом понад 1000 сторінок. Особлива увага приділяється розгляду наступних питань:

### Перевага поділу праці
Причиною багатства окремого народу автор вважає розповсюдження поділу праці. Отже, на відміну від фізіократів, які вважали продуктивність властивістю тільки землі/природи, саме працю Сміт вважає тим, що забезпечує добробут народу, оскільки забезпечення товарами та послугами стало кращим, проте, якість землі та клімат не змінилися протягом часу. Такий феномен пояснює економічний ріст (див. також пізнішу модель Солоу). Кращими стають уміння, розуміння при здійсненні певного виду роботи. Це, в свою чергу, уможливлює тільки поділ праці. Він наводить приклад з голками, згідно з яким один працівник може максимально в день виготовляти 20 голок, а 10 працівників, кожний з яких спеціалізується на певному відрізку праці — 48 000 за той самий проміжок часу. Переваги поділу праці можна реалізувати тільки в обмінній економіці настільки ефективно, наскільки функціонує ринок. Сміт резюмує: чим більший розмір ринку, тим розвинутішим є поділ праці.

### Теорія рівноваги на ринку
Яку вартість та ціну мають товари на ринку? Сміт з'ясовує, що необхідно розрізняти дві характеристичні вартості: вартість обміну та споживчу (див. також Аристотель). Речі, які мають велику ціну обміну, не мають споживчої вартості (діамант), і навпаки (наприклад, вода), оскільки обмінна вартість є визначальною для ціноутворення на ринку. При цьому, робота є справжнім масштабом для обмінної вартості товару (пізніше її розвинули Рікардо та Маркс). Як вважає, Шумпетер, цю теорію можна розуміти тільки в сенсі pars pro toto, тобто не в повному сенсі робочої вартості. Тільки в погано розвинутому суспільстві робоча теорія як база ціноутворення мала би значення. На вищому рівні розвитку додатково враховуються рента за землю та прибуток. Таким чином, ціна, прибуток та рента на землю визначають ціну товару і тільки зміна рівноваги між попитом та пропозицією може на короткий час змінить її, проте, довгостроково буде конвертувати до природної ціни. Втручання в ринок тільки дестабілізують цей баланс. При цьому, в разі збільшення конкуренції серед покупців збільшується ціна та робить збільшення виробництва певного товару цікавим для оферентів, аж поки ринок не повернеться в рівновагу. Чисельність населення регулюється також ринком: попит на робочу силу збільшується, у працівників є більше грошей, для того щоб прогодувати дітей (якщо забагато дітей, останні помирають).

### Теорія розподілу доходів
Теорія розподілу доходів є нічим іншим для Сміта як дзеркальним відображенням теорії ціни. Природну ціну на товар визначають доходи із факторів виробництва, проте, пояснення про середню величину факторів виробництва він не надає . Про з/п він говорить, що вона повинна бути більшою за мінімальний рівень прожитку. Для Сміта «теорія резідуальності» є найкращим поясненням: в першому стані суспільства всі джерела вартості пов'язані із фактором праці, таким чином — працівник отримає увесь ВНП. Що стосується земельної ренти, тут Сміт вважає, що її розмір є наслідком цін. При цьому, земля, яка є близькою до ринку, має тим більшу ренту. Теорія відсотка Сміта не набула особливого розповсюдження, оскільки він не бачив різниці між доходом на капітал та з/п підприємця, а називав все просто прибутком. Вважав, що при збільшенні конкуренції між оферентами їх прибуток зменшуватиметься (див. далі Рікардо — аж до нуля).

### Економічно-політичні наслідки
Вимагається відсутність втручань в ринок. Проте, будь-які недосконалості, наприклад, монополізацію ринку необхідно усувати. Держава є охоронцем природного порядку та приватної власності (в зв'язку з цим німецьких ордолібералістів та Фрайберзьку школу можна вважати більшими спадкоємцями Сміта ніж радикальних лібералістів). Окрім суверенних завдань, зокрема, забезпечення синного права в країні та захист зовнішніх інтересів, держава не може нічого зробити краще за ринок. Вважається, що Сміт передбачав негативні наслідки спеціалізації й тому вимагав примусове «освічення» простого населення таким чином, щоб людина із найнижчого прошарку суспільства мала можливість піднятися на більш вищий, отже, він не був прихильником держави-нічного сторожа. «Жодне суспільство не може квітнути та бути щасливим, якщо більшість людей є бідними».
Вільна торгівля повинна бути забезпечена — таким чином вона сприяє кращому поділу праці. Проте, він погоджується із певною необхідністю мит та управління експортом та імпортом (як в меркантилізмі, оскільки, захист країни є важливішим ніж короткострокові економічні переваги).

## Основні праці
- Лекції з риторики та написання листів (1748)
- Теорія моральних почуттів (1759)
- Лекції з риторики та написання листів (1762–1763, опубліковані 1958 року)
- Лекції з юриспруденції (1766)
- Дослідження про природу і причини багатства народів (1776)
- Повідомлення про життя і роботах Девіда Юма (1777)
- Думки про стан змагання з Америкою (1778)
- Есе на філософські теми (1785)
- Система подвійного вкладення (1784)

### Основні праці в оригіналі
- An Inquiry into the Nature and Causes of the Wealth of Nations [Архівовано 1 травня 2007 у Wayback Machine.]
- The Theory of Moral Sentiments [Архівовано 11 квітня 2007 у Wayback Machine.]

## Пам'ять
2009 року в голосуванні шотландського телеканалу STV був названий серед найвидатніших шотландців всіх часів. 2005 року «Багатство народів» було включено в список 100 найкращих шотландських книг. Маргарет Тетчер стверджувала, що носила примірник цієї книги з собою.
Сміт у Великій Британії був увічнений на банкнотах двох різних банків: його портрет з'явився 1981 року на облігації в 50 фунтів стерлінгів, випущеної Банком Клайдсдейл в Шотландії, а в березні 2007 року Сміт потрапив на нову серію в 20 фунтів, випущених банком Англії, що зробило його першим шотландцем, зображеним на англійській банкноті.
Великий пам'ятник Сміту авторства Олександра Стоддарт було відкрито 4 липня 2008 року в Единбурзі. Він 3 метрів у висоту, зроблений з бронзи і розташований на площі Парламенту. Скульптор XX століття Джим Сенборн створив кілька пам'ятників робіт Сміта: в Центральному університеті штату Коннектикут розташований «оборотний капітал», високий циліндр, в нижній половині якого розташована виписка з «Багатства народів», а у верхній частині — той же текст в двійковому коді. В Університеті Північної Кароліни в Шарлотті розташована «Дзиґа Адама Сміта», і ще один такий пам'ятник Сміту стоїть у Клівлендському університеті.
На честь вченого названо астероїд 12838 Адамсміт.

## Критика поглядів Адама Сміта
Представники австрійської школи, зокрема Мюррей Ротбард, критикували Адама Сміта за відмову від суб'єктивної теорії цінності та перехід до обгрунтування вартості витратами людської праці, що пізніше Маркс поклав в основу своєї теорії додаткової вартості. Фактично, Адам Сміт нівелював вплив підприємця на формування ціни, розглядаючи її як об'єктивний, «природній» феномен, який тяготіє до стану довгострокової рівноваги. Крім того, Сміту дорікали за підтримку державного втручання в економіку (підтримка заборони лихварства, розрізрення між «продуктивними» й «непродуктивними» заняттями), хоча у своїх працях він наполягав на корисності відмови від панівного у той час національного протекціонізму.
Фрідріх Гаєк до розділу 5 «Планування і демократія» своєї книги «Шлях до рабства» як епіграф обрав цитату з Адама Сміта «Державний діяч, який намагається наказувати приватним особам, як їм використовувати свої капітали, не тільки привернув би до себе зовсім непотрібну увагу, а й привласнив би владу, яку небезпечно довіряти будь-якій Раді чи Сенату і яка буде найнебезпечнішою саме в руках людини, настільки безумної та самовпевненої, щоб вважати себе гідним для здійснення таких повноважень».